# Młynica (Isergebirge)
Die Młynica ist ein 653 m hoher Berg im schlesischen Teil des Isergebirges in Polen. Die Młynica liegt im Westen des Hohen Iserkamms in der Gemeinde Świeradów-Zdrój unterhalb des Stóg Izerski. 

## Beschreibung
Der Gipfel ist fast vollständig mit Nadelwald bewachsen. Einige km vom Gipfel verläuft die polnisch-tschechische Grenze. Auf dem Gipfel befindet sich ein 2022 eröffneter Aussichtsturm mit ca. 15 Meter Höhe. 
Über den Gipfel führt ein nicht markierter Wanderweg auf den Zajęcznik.  
Unterhalb des Gipfels verläuft die Straße von Pobiedna nach Świeradów-Zdrój.